# Destroy What Destroys You
Destroy What Destroys You è un album in studio del gruppo ska-punk statunitense Against All Authority, pubblicato nel 1996.

## Tracce
1. Lifestyle of Rebellion – 1:51
2. No Reason – 2:19
3. Conditioning – 2:09
4. Freedom – 1:57
5. Destroy What Destroys You – 1:47
6. It Really Sucks When... – 1:33
7. Bloodclot – 1:35
8. Another Fuck You Song – 2:08
9. 30 Second Song – 0:35
10. Kickin' the Dog – 1:36
11. Sounds of the Underground – 1:45
12. Osuchowski's on the Loose – 2:06
13. Walking Revolution – 2:33
14. Disobey – 1:36
15. Chelsea Baby – 1:53
16. Corporate Takeover – 1:58
17. Hard as Fuck – 2:13
18. Centerfold – 1:54
19. We Won't Submit – 2:27
20. Above the Law – 2:51
21. Under Your Authority – 2:42
22. Court 22 – 2:17